# Tragic Intense
Tragic Intense ist das dritte Album der deutsch-niederländischen Band Sacrosanct. Es wurde 1993 von 1 More Flop Recordz (1MF Recordz) veröffentlicht und vertrieben über Rough Trade Distribution. 2019 erfolgte eine remasterte Wiederveröffentlichung durch Vic Records (CD) sowie Lusitanian Music (LP).

## Entstehung

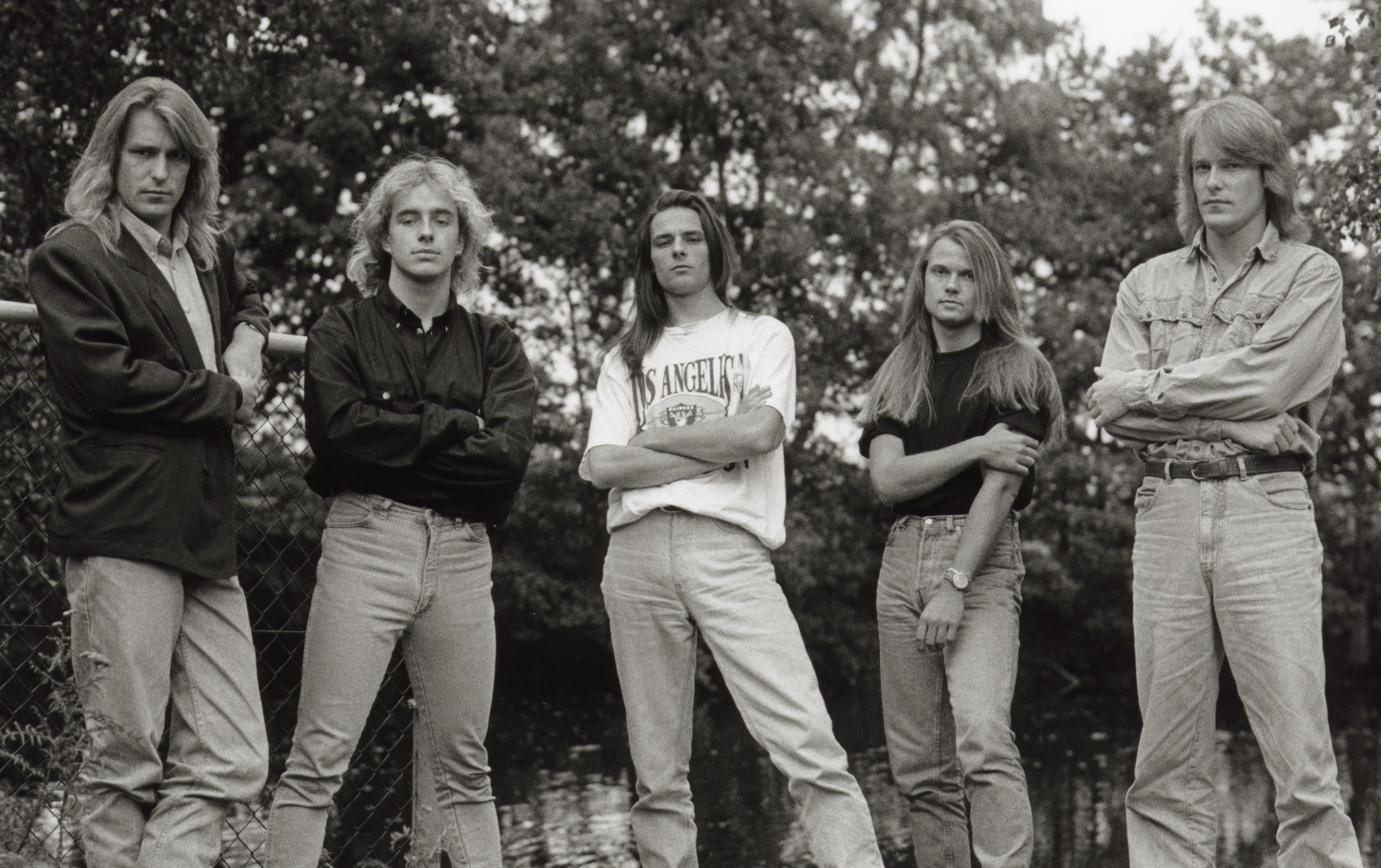
Die neue Sacrosanct-Besetzung zur Entstehungszeit von Tragic Intense

### Vorgeschichte und Besetzungswechsel
Nach der Veröffentlichung von Recesses for the Depraved im Herbst 1991 spielten Sacrosanct Anfang 1992 auf einer Tour mit Dark Angel und Invocator. Zu den Highlights zählten Auftritte wie in Paris vor 500 Besuchern oder in Antwerpen, wobei EvilDead und Lääz Rockit das Line-up verstärkten. Auf einigen Konzerten musste die Band auf ihren Bassisten Christian Colli verzichten, wegen dessen Fachabitur, sowie teils auch auf Schlagzeuger Haico van Attikum aus denselben Gründen.
Bald darauf nahm die Gruppe Rohfassungen neuer Songs auf. In diesem frühen Stadium kam es zum Zerwürfnis mit dem langjährigen Sänger Michael Lucarelli. „Wir wollten unseren Sound ändern, aber ihm war das einfach zu soft, da er lieber härteren Thrash spielen würde“, bilanzierte Randy Meinhard. Diese Vision verwirklichte Michael Lucarelli 1994 bei Genetic Wisdom auf deren zweitem Album Humanity on Parole. Unmittelbar nach dem Sänger verließ auch Gitarrist Gerrit Knol Sacrosanct. Über Schlagzeuger Haico van Atticum entstand der Kontakt zu den Brüdern Michael und Collin Kock, die die vakanten Positionen ausfüllten. Durch die Umbesetzung eröffneten sich neue Möglichkeiten, so dass bereits fertige Songs wieder umgeschrieben worden seien.

### Produktion
Tragic Intense wurde Anfang 1993 aufgenommen, wie der Vorgänger im Dust Music Studio in Hilchenbach, wo auch Alben von Labelmates wie Assorted Heap, Torchure, Megace oder Blood entstanden waren. Als Produzent genannt wurden die Band sowie 1MF Recordz-Inhaber Željko Topalović unter dem Pseudonym S. L. Coe.

### Lieder
Das Album beginnt mit At Least Pain Lasts. Dieses Lied sollte ursprünglich den Abschluss des Albums bilden, die Gruppe entschied sich allerdings genau umgekehrt, um es mit einem „gewagten Opener“ zu eröffnen. Der Text des Liedes ist auf der Rückseite des Albumcovers abgedruckt – in Form eines Abschiedsbriefs. Es ist der einzige von Randy Meinhard verfasste auf diesem Album. Laut Christian Colli schrieb auch Neuzugang Collin Kock mehrere Texte, auf dem Albumcover werden indes nur Randy Meinhard und er genannt. Michael Kock indes sei zwar am Songwriting kaum beteiligt gewesen, habe jedoch „durch bestimmte Verfeinerungen immer das Tüpfelchen auf dem I“ gesetzt. „Den Abschluss des Albums bildet der Song Cyberspace. Den Text dieses Stücks schrieb Christian Colli, inspiriert durch seinerzeit neue Entwicklungen der Computertechnik, insbesondere im Bereich der Virtuellen Realität.“ Eine roboterartig-verfremdete Stimme spricht wie in einem Computerspiel die letzten Worte Game over.

## Stil und Rezeption

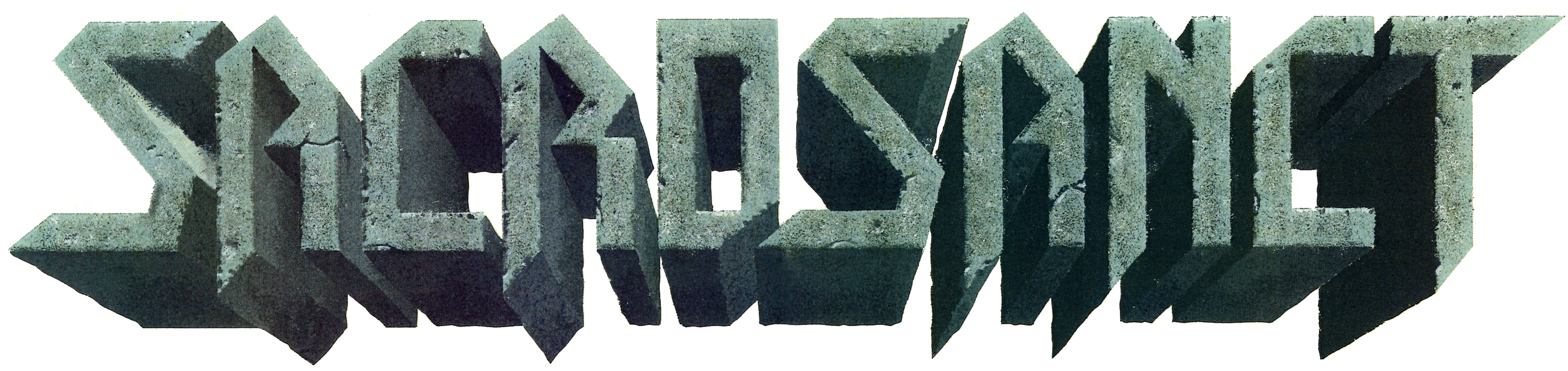
Grün eingefärbtes 93er Sacrosanct-Logo in schroffer Beton-Optik wie auf dem Albumcover

Tragic Intense ist ein Wortspiel mit den Begriffen Intense und Tragedy. Auf diesem Werk wandten sich Sacrosanct ab vom Thrash Metal ihrer beiden ersten Alben.

„Auffällig ist der neue Stil von SACROSANCT, der wesentlich ruhiger und durchdachter ausgefallen ist.“

Der Stilwechsel kam laut Randy Meinhard daher, dass die Band insbesondere Trouble, Cathedral und Kiss gehört habe: „Daher wollten wir ebenfalls in diese Slow-Richtung gehen, die nicht unbedingt als Doom zu bezeichnen ist. Wir wollten langsame mit melodiösen „Stücken verbinden.“ Erstmals erklangen dabei zweistimmige Gitarren-Soli wie beispielsweise in The Breed Within. Zu Randy Meinhards wichtigsten Einflüssen zählen Gitarren-Duos wie jene von unter anderem Queensrÿche, Exodus oder Iron Maiden. Die traurige Stimmung des Albums sei beabsichtigt, wie bereits auf den beiden Alben zuvor, „obwohl wir keine depressiven Typen sind“, wie Randy Meinhard betonte..“

„Im Prinzip machen wir das Gleiche, was wir schon vorher versucht haben. Der Unterschied ist, dass wir Begriffe wie Schmerz, Qual und Hass, die wir durch die Musik und die Texte transportieren wollen, anders interpretieren als früher.“

### Kritiken
„Traurig schön“, befand Oliver Recker im Metal Hammer 6/93 und benotete das Album mit 5 von 7 möglichen Punkten: „Mit dem Speed/Thrash Metal der beiden Vorgänger hat TRAGIC INTENSE nicht mehr allzu viel zu tun – das Songwriter-Duo Randy Meinhard/Christian Colli hat das Tempo in seinen acht neuen Kompositionen nicht nur deutlich runtergeschraubt, sondern ist auch musikalisch in eine melancholischere, traurig düstere Richtung vorgestoßen.“ Recker lobte insbesondere „Neuzugang Collin Kock, der mit seiner einfühlsamen und dennoch kraftvollen Stimme den schwerfälligen, melodiösen, teils harten Stücken die nötigen Akzente verleihen kann, die den ersten beiden Alben fehlten“. In der Rubrik Sound Check jener Ausgabe teilte Tragic Intense sich Platz 18 von 26 mit Fishbones Give a Monkey a Brain and He'll Swear He's the Center of the Universe. Die Benotungen differierten zwischen 2 und 5 Punkten bei einem Schnitt von 3,4. Es rangierte hinter etwa Kiss’ Livealbum Alive III, Helloweens Chameleon oder Bad Religions Recipe for Hate, aber vor beispielsweise Suffocations Breeding the Spawn sowie seinerzeitigen Alben von Dismember oder Fast Eddie Clarke.
„Das vorliegende Produkt (…) haut mich wirklich um“, bilanzierte Frank Albrecht im Magazin Rock Hard. "Tragic Intense" sei „extrem doomlastig ausgefallen, ohne ein reines Doom-Album zu sein. Die Scheibe lebt von ihrer trägen und apokalyptischen Atmosphäre, von den zentnerschweren Riffs, den melancholischen Melodien. Und natürlich von den stimmungsvollen Vocals des neuen Frontmanns Collin.“ Jener verstünde es, „den trist wirkenden Soundlandschaften Farbe beizufügen. (…) Das Quintett schöpft jedenfalls erstmals seine spielerischen Fähigkeiten voll aus und traut sich (…) zu neuen kreativen Ufern vorzustoßen. "Tragic Intense" ist ein bittersüßes Meisterwerk, das sowohl den Alice in Chains-Freak als auch den Warrior Soul-Verehrer oder den Saint Vitus-Jünger begeistern könnte“. Albrecht vergab 9 von 10 möglichen Punkten in der Juni-Ausgabe. Zwei Monate später fügte derselbe Autor hinzu, Tragic Intense sei „einer der herausragenden Releases des Jahres 1993“, zudem „einer der überraschendsten“.
In den Rock Hard-Redaktionscharts erreichte Tragic Intense Platz 13 von 39; erhielt Benotungen zwischen 7 und 9 Punkten bei einem Schnitt von 7,75. Es landete hinter unter anderem Anthrax’ Sound of White Noise und Anacrusis’ Screams and Whispers (beide Platz 2), aber vor damals aktuellen Werken von beispielsweise Diamond Head, Pungent Stench oder Master’s Hammer. Tragic Intense erklomm in derselben Ausgabe Platz 36 (von 50) der Lesercharts – zwar hinter Alben wie beispielsweise Anathemas Serenades, Tiamats Clouds oder Paradise Losts Shades of God, allerdings vor unter anderem Suicidal Tendencies’ The Art of Rebellion, Aerosmiths Get a Grip oder  Ministrys Psalm 69: The Way to Succeed and the Way to Suck Eggs.
Im Magazin Iron Pages schwärmte Markus Wosgien, Tragic intense sei „der absolute Hammer. Jeder der acht Titel ist wahnsinnig traurig und depressiv. Allen voran der Opener „At least pain lasts“, einer der genialsten Songs, die ich im Metal-Bereich je gehört habe. (…) SACROSANCT bieten grob umschrieben eine Mischung aus Thrash, Doom und Power Metal, derartig gut gespielt, dass man dieses Opus gar als Meilenstein in dieser Kategorie bezeichnen kann.“ Für die Zeitschrift Heavy, oder was!? zog Kai Becker das Resümee: „Mit Sacrosanct ist am deutschen Metal-Himmel ein neuer Stern aufgetaucht, der neue Zeichen setzen könnte.“

## Titelliste und Versionen
1. At Least Pain Lasts – 7:07
2. Godforsaken – 5:26
3. Fainted – 5:43
4. The Breed Within – 8:29
5. The Gathering of the Tribes – 3:48
6. From Deep Below – 4:10
7. Shining Through – 5:59
8. Cyberspace – 8:10

### Wiederveröffentlichung
Die Wiederveröffentlichung von 2019 enthält Shining Rhrough in einer alternativen Version, die bis dato nur auf dem Stop-War-Campaign-Sampler erschienen war.